# Ninja Kids (película 2011)
Ninja Kids!!! (en japonés: 忍たま乱太郎, Nintama Rantarô?) es una película japonesa de 2011 dirigida por Takashi Miike. La película está basada en el manga Rakudai Ninja Rantarō de Amako Sobei, creado en 1986, y en la serie de anime Nintama Rantarō (Rantaró, el Ninja Boy) dirigida por Tsutomu Shibayama desde 1993, hasta la actualidad, sobre las aventuras y desventuras de una pandilla de jóvenes alumnos de una Academia Ninja.

## Argumento
Ambientada en el Período Muromachi a principios del siglo XVI en Japón, un joven llamado Rantaro nace en una familia de ninjas de bajo rango. Sus padres esperan que algún día pueda convertirse en un ninja de élite para enorgullecer a su familia. Para poder cumplir estas expectativas, Rantaro, es enviado por sus padres a una Academia Ninja, dirigida por Denzo Yamada, durante seis años. En la academia se hace amigo de Shinbei, el hijo de una rica familia de comerciantes, y de Kirimaru, quien perdió a su padre en la guerra. Además deberá aprender el duro arte del ninja, que no es tan fácil como pensaba, y aunque sus profesores ponen todo su empeño, Rantaro y sus amigos Shimbei y Kirimaru, son los más torpes de toda la escuela.
Después de volver a casa, a la granja de sus padres, por las vacaciones de verano, Rantaro se reúne con sus compañeros de escuela. Un día, unos ninjas de Usetake llegan a la casa del extravagante peluquero Yukitaka Saito y su hijo Takamaru, estudiante de 4.º grado en la Academia, con el fin de matarlos a ambos. Yukitaka y Takamaru fueron miembros al clan Usetake, y su antigua organización ahora está empeñada en deshacerse de ellos. Pero después de la intromisión de Rantaro y sus compañeros de clase, las dos facciones, la Academia y los Usetake, deciden que la disputa se resolverá con una carrera que ganará, el primero que haga sonar una campana que está situada en la cima de una montaña.

## Reparto
| Actor             | Papel                                  |
| ----------------- | -------------------------------------- |
| Seishiro Kato     | Rantaro                                |
| Roi Hayashi       | Setsuno Kirimaru                       |
| Futa Kimura       | Shinbei Fukutomi                       |
| Mikijirō Hira     | Okawa                                  |
| Susumu Terajima   | Denzo Yamada, director de la academia. |
| Takahiro Miura    | Hansuke Doi                            |
| Koji Yamamoto     | Tobe Shinzaemon                        |
| Arata Furuta      | la señora de la cantina                |
| Anne Watanabe     | Shina Yamamoto (joven)                 |
| Tamao Nakamura    | Shina Yamamoto (vieja)                 |
| Takuya Mizoguchi  | Takamaru Saito                         |
| Akira Emoto       | Usetake ninja Choro                    |
| Renji Ishibashi   | Usetake ninja OB                       |
| Yūsuke Yamamoto   | Suzutakano Yoshiro                     |
| Yūma Ishigaki     | Do Sukarasu                            |
| Shunya Shiraishi  | Komatsu                                |
| Ryō Mitsuya       | Shosei                                 |
| Naoto Takenaka    | Miruma Sukarasu                        |
| Takeshi Kaga      | Saito Yukitaka                         |
| Hiroki Matsukata  | Líder ninja Hieta Happosei             |
| Nakamura Shidō II | Padre de Rantaro                       |
| Rei Dan           | Madre de Rantaro                       |
| Takumi Kitamura   | Tamura Mikiemon                        |
| Shōsuke Tanihara  | Kunamon Zawatari                       |
| Kaito Usami       | Isuke Ninokuruwa                       |
| Rio Ōshima        | Danzō Katō                             |
| Kaito Kobayashi   | Sanjirō Yumesaki                       |
| Tōsei Noma        | Heidayū Sasayama                       |
| Hikari Tobita     | Sakon Kawanishi                        |
| Ryūsei Sawahata   | Magohei Igasaki                        |
| Kōki Kawamura     | Samon Kanzaki                          |
| Tomoki Okayama    | Yashamaru Hirataki                     |
| Tsubasa Takahata  | Heisuke Kukuchi                        |
| Hiroto Itō        | Hachizaemon Takeya                     |
| Junya Ikeda       | Monjirou Shioe                         |
| Motoki Ochiai     | Senzou Tachibana                       |
| Riku Ozeki        | Koheita Nanamatsu                      |
| Yūya Fukuda       | Chōji Nakazaike                        |
| Shosei Kitamura   | Isaku Zenpouji                         |
| Kōki Osamura      | Rusaburo Shokumitsu                    |
| Chinami Iwamoto   | Yuki                                   |
| Guama             | Tomomi                                 |
| Haruki Kimura     | Rikichi Yamada                         |

## Otros créditos
- Obra original: Amako Sobei.
- Productor: Atsushi Terada, Hiroshi Hattori, Toshiaki Nakazawa, Tatsuro Hatanaka, Toshiaki Okuno, Takeo Hisamatsu, Masato Usui, Hirofumi Shigemura, Masaki Yasuda, Tomoko Machida, Hiroaki Kitano, Hiroyuki Sakai y Kazumoto Uruma.
- Iluminación: Yoshi Watabe.
- Grabación: Jun Nakamura.
- Diseñador de producción (arte): Yūji Hayashida.
- Producción y diseño de gafas: Ryo Yamashita.
- Diseño de vestuario: Chieko Matsumoto
- Director de peluquería y maquillaje: Noboru Tomizawa
- Directora CGI: Kaori Ōtagaki

## Lanzamiento
La película se estrenó 3 de julio de 2011 en el New York Asian Film Festival y el 9 de julio en el Japan Cuts, de Estados Unidos. El 16 de julio de 2011 se proyectó en el Festival Internacional de Cine Fantasia de Canadá.

En los cines de Japón se estrenó el 23 de julio de 2011, distribuida por Warner Bros y estrenada a nivel nacional en el Shinjuku Wald 9, Shibuya TOEI 2, Cine Libre Ikebukuro y en 218 pantallas de todo el país. En los dos primeros días del 23 y 24 de julio de 2011, la película recaudó 85.731.100 yenes y atrajo a 70.917 espectadores, lo que la convirtió en la primera película en aparecer en el ranking de asistencia cinematográfica, quedando en cuarto lugar.En España se estrenó en el Festival de cine de sitges de 2011, dentro del ciclo Japan Madness.

El 22 de diciembre de 2011 se publicaron en DVD y Blu-ray, dos ediciones diferentes en Japón. Editadas por Dentsu y Amuse Soft Entertainment, y distribuidas por Amuse.
- Nintama Rantaro Special Price Edition (忍たま乱太郎 スペシャル・プライス版) (1 DVD) [7]
  - Trailers y anuncios de televisión.
- Nintama Rantaro Special Edition (忍たま乱太郎 特別版) (2 discos, Blu-ray y DVD) [8]
  - Disco 1: Disco principal (Blu-ray) (igual que en la edición de precio especial)
  - Disco 2: DVD extra: [9]
    - Reportaje: El caluroso verano de Seishiro Kato, a la edad de 9 años asume su primer papel protagonista en una película. (21:24 min.)
    - Making of Ninja Kids!!! (18:38 min)
    - Reportaje: Vacaciones de verano de 2010 (20:43 min.)
    - Colección de escenas inéditas (21 min.)
    - Reportaje: ¿Aterrador? ¿Agradable? El verdadero rostro del director Takashi Miike (7:36 min.)
    - Vídeo musical especial para estudiantes de último año.
    - Vídeo del estreno en Japón y saludo en el escenario el día de la inauguración.
    - La visión del mundo, de la película, Nintama Rantaro (introducción al arte y a los accesorios)
    - Pergamino con imágenes de apertura secreta (tablero gráfico y storyboard)
    - Postal.
    - Postal de la versión anime del personaje (ilustración limitada, original de Ajiado)

  - Funda especial.

En 2012 fue lanzada una versión en DVD y Blu-ray con subtítulos en inglés, para el mercado fuera de Japón. Distribuida por PMP Entertainment (M) SDN BHD en DVD,y por Panorama corporation (Hong Kong) en Blu-ray.

## Recepción
Panos Kotzathanasis, en una reseña para Asian Movie Pulse, escribió: «Ninja Kids me dejó con sentimientos encontrados, ya que no me pareció una película dirigida exclusivamente a niños, sobre todo por su crudeza, pero tampoco puedo decir que esté dirigida solo para adultos. Quién sabe, tal vez para adolescentes. De todos modos, si a uno le gusta la crudeza, la payasada y la parodia de ninjas, realmente te va a gustar mucho. Simplemente no busques ningún tipo de madurez».
Víctor M. en una reseña para El Pozo de Sadako, comentó: «Ninja Kids es una divertida película llena de gags absurdos, efectos especiales bizarros, y caracterizaciones exageradas, una película de aventuras infantiles con la estética anime que ya podíamos encontrar en Yatterman».
Genki Jason en una reseña para Genkinahito, escribió: «La energía en pantalla se trasladó fácilmente a la audiencia con la que me encontraba, las risas de los niños fue estruendosa y desenfrenada y los adultos, incluido yo, se unieron a ella. ¿Por qué no? La película es divertida y tiene un gran mensaje sobre tener agallas. Miike ha demostrado una vez más que puede dominar cualquier género al hacer una gran película para niños que puede deleitar a todos los que la vean».

## Trabajos relacionados

### Secuela
Ninja Kids!!! tubo una secuela estrenada el 6 de julio de 2013, titulada: Ninja Kids!!! Summer Mission Impossible! (en japonés: 忍たま乱太郎 夏休み宿題大作戦! の段,  Nintama Rantarô Natsuyasumi Shukudai Daisakusen! no Dan?) dirigida por Ryuta Tasaki. 

### Manga
Rakudai Ninja Rantarō (en japonés: 落第忍者乱太郎, lit. "Rantaro el Ninja Fracasado"?) creado por Sōbē Amako, desde enero de 1986 hasta diciembre de 2019, con un total de 65 volúmenes, editados por Asahi Shimbun.La historia de la película está basada en el contenido de los volúmenes 1, 2 y 45 de la obra original.

### Novela
Fue publicada por Asahi Shimbun el 28 de junio de 2013 con el título: Shosetsu rakudai ninja rantaro : Dokutake ninjatai saikyo no gunshi (小説 落第忍者乱太郎 ドクタケ忍者隊 最強の軍師?) y escrita por Kazuhisa Sakaguchi. Después de su lanzamiento, se agotó, pero se volvió 
a reimprimir el 22 de abril de 2024, para coincidir con el lanzamiento de una nueva película de anime, estrenada el 20 diciembre del mismo año.

### Anime
La película también se inspiro en Nintama Rantarō (Rantaró, el Ninja Boy) (忍たま乱太郎 lit. Rantarō, el niño ninja?), una serie de anime japonés basada en el manga Rakudai Ninja Rantarō, y transmitida desde 10 de abril de 1993 hasta la actualidad por NHK, con más de 2500 episodios. El 29 de junio de 1996 se lanzó una mediometraje de anime, titulado: Nintama Rantarou (映画 忍たま乱太郎, Eiga Nintama Rantarō?), el 12 de marzo de 2011 se lanzó una película titulada: Gekijō-ban Anime Nintama Rantarō Ninjutsu Gakuen Zenin Shutsudō! no dan (劇場版アニメ 忍たま乱太郎 忍術学園 全員出動!の段?),y el 20 de diciembre de 2024 se publicó una nueva película titulada: Nintama Rantarō: Invincible Master of the Dokutake Ninja (劇場版 忍たま乱太郎 ドクタケ忍者隊最強の軍師, Gekijōban Nintama Rantaro Dokutake Ninjatai Saikyō no Gunshi?).

### Videojuego
Lista de videojuegos de Nintama Rantarō, que fueron publicados exclusivamente en Japón. La mayoría de ellos fueron desarrollados y publicados por Culture Brain.
Game Boy
- Nintama Rantarou GB (Game Boy), lanzado el 27 de diciembre de 1995 por Culture Brain.
- Puzzle Nintama Rantarou GB (Game Boy), lanzado el 1 de noviembre de 1996 por Culture Brain.
- Nintama Rantarou GB: Eawase Challenge Puzzle (Game Boy), lanzado el 19 de junio de 1998 por Culture Brain.
- Nintama Rantarou: Ninjutsu Gakuen ni Nyuugaku Shiyou no Dan (Game Boy Color), lanzado el 23 de marzo de 2001 y desarrollado por Polygon Magic y publicado por ASK Corporation.

PC (Windows/Mac)
- Nintama Game Land (Windows 95, Mac OS Classic), lanzado el 12 de septiembre de 1997. Actualmente en iPhone por E Frontier.

Playdia
- Nintama Rantarou: Gungun no Biru Chinou-Hen (Playdia), publicado el 24 de abril de 1996 por Bandai.
- Nintama Rantarou: Hajimete Oberu Chishiki-Hen (Playdia), publicado el 15 de mayo de 1996 por Bandai.

Sega Pico
- Nintama Rantarou (Sega Pico), lanzado en 1995 por Bandai.

Super Famicom 
- Nintama Rantaro (Super Famicom), Lanzado el 28 de julio de 1995 por Culture Brain.
- Nintama Rantaro 2 (Super Famicom), lanzado el 29 de marzo de 1996 por Culture Brain.
- Puzzle Nintama Rantaro: Ninjutsu Gakuen Puzzle Taikai no Dan (Super Famicom) lanzado el 28 de junio de 1996 por Culture Brain.
- Nintama Rantaro Special (Super Famicom) lanzado el 9 de agosto de 1996 por Culture Brain.
- Nintama Rantaro 3 (Super Famicom) lanzado el 28 de febrero de 1997 por Culture Brain.

Nintendo 64
- Nintama Rantarou Game Gallery (Nintendo 64) lanzado el 21 de abril de 2000 por Culture Brain.

Nintendo DS
- Nintama Rantarou: Nintama no Tame no Ninjutsu Training (Nintendo DS), lanzado el 26 de marzo de 2009 por Russell Co.
- Nintama Rantarou: Gakunen Taikousen Puzzle! no Dan (Nintendo DS), lanzado el 2 de septiembre de 2010 por Russell Co.